# Петраш, Мартин
Ма́ртин Пе́траш (словац. Martin Petráš; 2 ноября 1979, Бойнице, Чехословакия) — словацкий футболист, защитник.

## Карьера

### Клубная
Футбольную карьеру Петраш начал в клубе «Баник» из города Прьевидза, из которого переехал в Чехию, где выступал за «Баумит» и «Спарту», недолгое время побывал в аренде в литовском «Каунасе» и шотландском «Харт оф Мидлотиан». С 2006 года осел в Италии, где выступал за клубы «Лечче», «Тревизо», «Триестина», с 2009 года играл за «Чезену», 31 января 2011 года перешёл в «Гроссето».

### В сборной
В национальной сборной Мартин Петраш выступает с 2002 года, за это время он провёл в её составе 38 матчей и забил 1 гол. Петраш включён в заявку сборной Словакии на чемпионат мира 2010.